# پیکان سیاه (فیلم)
پیکان سیاه (انگلیسی: The Black Arrow) یک فیلم آمریکایی به کارگردانی گوردون داگلاس است که در سال ۱۹۴۸ منتشر شد. از بازیگران آن می‌توان به جانت بلیر و جورج مکریدی اشاره کرد.